# گوستاوسبرگ، سونسوال
گوستاوسبرگ (به سوئدی: Gustavsberg) یک منطقه مسکونی است که در بخش سونسوال شهرستان وسترنورلاند در کشور سوئد واقع شده است. جمعیت گوستاوسبرگ در پایان سال ۲۰۱۰ بالغ بر ۲۵۴ نفر بوده است.